# Казанзами
Казанзами (азерб. Qazanzəmi) — село, расположенное на территории Джебраильского района Азербайджана. С 1993 по 2020 год контролировалась непризнанной Нагорно-Карабахской Республикой (НКР).

## История
В годы Российской империи село Казанзами входило в состав Джебраильского уезда Елизаветпольской губернии.
В советские годы село входило в состав Джебраильского района Азербайджанской ССР. В результате Первой карабахской войны в августе 1993 года перешло под контроль непризнанной Нагорно-Карабахской Республики. 28 октября 2020 года президент Азербайджана Ильхам Алиев заявил, что село Казанзами Джебраильского района перешло под контроль азербайджанских вооружённых сил.

## Экономика
До 1993 года население занималось животноводством, зерновым хозяйством, садоводством, виноградарством, бахчеводством и пчеловодством.